# Campionato mondiale di hockey su ghiaccio - Prima Divisione 2010
Il Campionato mondiale di hockey su ghiaccio - Prima Divisione 2010 è stato un torneo di hockey su ghiaccio organizzato dall'International Ice Hockey Federation. Il torneo si è disputato fra il 17 e il 25 aprile 2010. Le dodici squadre partecipanti sono state divise in due gironi da sei ciascuno. Il torneo del Gruppo A si è svolto nella città di Tilburg, nei Paesi Bassi. Le partite del Gruppo B invece si sono disputate a Lubiana, in Slovenia. L'Austria ha vinto il Gruppo A mentre la Slovenia il Gruppo B, garantendosi così la partecipazione al Campionato mondiale di hockey su ghiaccio maschile 2011. Al contrario la Serbia e la Croazia, giunte all'ultimo posto dei rispettivi gironi, sono state retrocesse per il 2011 in Seconda Divisione. La Spagna e l'Estonia, vincitrici dei due gironi della Seconda Divisione, sostituiscono nel 2011 la Serbia e la Croazia.

## Partecipanti

### Gruppo A
| Nazionale   | Qualificazione                                                |
| ----------- | ------------------------------------------------------------- |
| Austria     | Quattordicesima e retrocessa dal Gruppo A del 2009.           |
| Ucraina     | Seconda nella Prima Divisione - Gruppo B del 2009.            |
| Giappone    | Terzo nella Prima Divisione - Gruppo A del 2009.              |
| Lituania    | Quarta nella Prima Divisione - Gruppo A del 2009.             |
| Paesi Bassi | Ospitante, quinti nella Prima Divisione - Gruppo B del 2009.  |
| Serbia      | Prima e promossa dalla Seconda Divisione - Gruppo A del 2009. |

### Gruppo B
| Nazionale     | Qualificazione                                                |
| ------------- | ------------------------------------------------------------- |
| Ungheria      | Sedicesima e retrocessa dal Gruppo A del 2009.                |
| Slovenia      | Ospitante, seconda nella Prima Divisione - Gruppo A del 2009. |
| Regno Unito   | Terzo nella Prima Divisione - Gruppo B del 2009.              |
| Polonia       | Quarta nella Prima Divisione - Gruppo B del 2009.             |
| Croazia       | Quinta nella Prima Divisione - Gruppo A del 2009.             |
| Corea del Sud | Prima e promossa dalla Seconda Divisione - Gruppo B del 2009. |

## Gruppo A

### Incontri
| Tilburg 19 aprile 2010, ore 13:30 | Lituania | 5 – 12 (0-2; 4-4; 1-6) referto | Ucraina | IJssportcentrum (500 spett.) |

| Tilburg 19 aprile 2010, ore 17:00 | Serbia | 0 – 13 (0-7; 0-3; 0-3) referto | Austria | IJssportcentrum (800 spett.) |

| Tilburg 19 aprile 2010, ore 20:30 | Paesi Bassi | 1 – 3 (0-1; 0-2; 1-0) referto | Giappone | IJssportcentrum (800 spett.) |

| Tilburg 20 aprile 2010, ore 13:30 | Austria | 6 – 2 (1-1; 3-0; 2-1) referto | Lituania | IJssportcentrum (500 spett.) |

| Tilburg 20 aprile 2010, ore 17:00 | Giappone | 5 – 0 (1-0; 3-0; 1-0) referto | Serbia | IJssportcentrum (350 spett.) |

| Tilburg 20 aprile 2010, ore 20:30 | Ucraina | 9 – 2 (3-0; 4-1; 2-1) referto | Paesi Bassi | IJssportcentrum (2.250 spett.) |

| Tilburg 22 aprile 2010, ore 13:30 | Ucraina | 15 – 2 (1-1; 6-0; 8-1) referto | Serbia | IJssportcentrum (350 spett.) |

| Tilburg 22 aprile 2010, ore 17:00 | Giappone | 1 – 3 (0-2; 1-0; 0-1) referto | Austria | IJssportcentrum (680 spett.) |

| Tilburg 22 aprile 2010, ore 20:30 | Lituania | 1 – 4 (1-1; 0-2; 0-1) referto | Paesi Bassi | IJssportcentrum (2.500 spett.) |

| Tilburg 24 aprile 2010, ore 13:30 | Ucraina | 2 – 1 (0-0; 1-0; 1-1) referto | Giappone | IJssportcentrum (650 spett.) |

| Tilburg 24 aprile 2010, ore 17:00 | Serbia | 4 – 10 (0-3; 1-3; 3-4) referto | Lituania | IJssportcentrum (900 spett.) |

| Tilburg 24 aprile 2010, ore 20:30 | Austria | 4 – 1 (2-1; 2-0; 0-0) referto | Paesi Bassi | IJssportcentrum (2.500 spett.) |

| Tilburg 25 aprile 2010, ore 13:30 | Giappone | 7 – 1 (2-0; 2-1; 3-0) referto | Lituania | IJssportcentrum (1.000 spett.) |

| Tilburg 25 aprile 2010, ore 17:00 | Paesi Bassi | 3 – 2 (d.t.s.) (2-1; 0-1; 0-0) referto | Serbia | IJssportcentrum (2.120 spett.) |

| Tilburg 25 aprile 2010, ore 20:30 | Austria | 2 – 1 (1-0; 0-0; 1-1) referto | Ucraina | IJssportcentrum (1.750 spett.) |

### Classifica
| Pos. |             | PG | V | VOT | POT | P | GF | GS | DR  | Pt |
| 1.   | Austria     | 5  | 5 | 0   | 0   | 0 | 28 | 5  | +23 | 15 |
| 2.   | Ucraina     | 5  | 4 | 0   | 0   | 1 | 39 | 12 | +27 | 12 |
| 3.   | Giappone    | 5  | 3 | 0   | 0   | 2 | 17 | 7  | +10 | 9  |
| 4.   | Paesi Bassi | 5  | 1 | 1   | 0   | 3 | 11 | 19 | -8  | 5  |
| 5.   | Lituania    | 5  | 1 | 0   | 0   | 4 | 19 | 33 | -14 | 3  |
| 6.   | Serbia      | 5  | 0 | 0   | 1   | 4 | 8  | 46 | -38 | 1  |

### Riconoscimenti individuali
- Miglior portiere: Yutaka Fukufuji -  Giappone
- Miglior attaccante: Kostiantyn Kasianchuk -  Ucraina
- Miglior difensore: Matthias Trattnig -  Austria

### Classifica marcatori
| Giocatore             | PG | G | A | Pt | +/- | MP |
| --------------------- | -- | - | - | -- | --- | -- |
| Kostiantyn Kasianchuk | 5  | 6 | 7 | 13 | +9  | 6  |
| Andri Mikhnov         | 5  | 3 | 9 | 12 | +7  | 2  |
| Oliver Setzinger      | 5  | 1 | 9 | 10 | +8  | 0  |
| Oleksandr Materukhin  | 5  | 6 | 3 | 9  | +8  | 12 |
| Thomas Koch           | 5  | 5 | 4 | 9  | +8  | 0  |
| Tadas Kumeliauskas    | 5  | 5 | 4 | 9  | 0   | 33 |
| Matthias Trattnig     | 5  | 3 | 6 | 9  | +10 | 4  |
| Oleg Timchenko        | 5  | 2 | 7 | 9  | +7  | 14 |
| Vadym Shakhraychuk    | 5  | 4 | 4 | 8  | +9  | 6  |
| Daniel Welser         | 5  | 4 | 4 | 8  | +9  | 2  |
| Takahito Suzuki       | 5  | 3 | 5 | 8  | +3  | 4  |

Fonte: IIHF.com

### Classifica portieri
| Giocatore          | Min    | TC  | GS | SO | MGS  | Sv%   |
| ------------------ | ------ | --- | -- | -- | ---- | ----- |
| Masahito Haruna    | 120:00 | 41  | 1  | 1  | 0.50 | 97.56 |
| Reinhard Divis     | 300:00 | 103 | 5  | 1  | 1.00 | 95.15 |
| Yutaka Fukufuji    | 176:47 | 98  | 6  | 0  | 2.04 | 93.88 |
| Kostiantyn Simchuk | 199:50 | 77  | 6  | 0  | 1.80 | 92.21 |
| Phil Groeneveld    | 211:34 | 134 | 12 | 0  | 3.40 | 91.04 |

Fonte: IIHF.com

## Gruppo B

### Incontri
| Lubiana 17 aprile 2010, ore 13:00 | Corea del Sud | 2 – 4 (0-0; 1-3; 1-1) referto | Ungheria | Hala Tivoli (510 spett.) |

| Lubiana 17 aprile 2010, ore 16:30 | Croazia | 1 – 4 (1-1; 0-2; 0-1) referto | Regno Unito | Hala Tivoli (530 spett.) |

| Lubiana 17 aprile 2010, ore 20:00 | Polonia | 2 – 3 (1-3; 1-0; 0-0) referto | Slovenia | Hala Tivoli (3.000 spett.) |

| Lubiana 18 aprile 2010, ore 13:00 | Regno Unito | 2 – 1 (0-0; 1-1; 1-0) referto | Corea del Sud | Hala Tivoli (520 spett.) |

| Lubiana 18 aprile 2010, ore 16:30 | Ungheria | 6 – 0 (2-0; 0-0; 4-0) referto | Polonia | Hala Tivoli (640 spett.) |

| Lubiana 18 aprile 2010, ore 20:00 | Slovenia | 10 – 1 (6-0; 1-1; 3-0) referto | Croazia | Hala Tivoli (3.500 spett.) |

| Lubiana 20 aprile 2010, ore 13:00 | Corea del Sud | 2 – 5 (1-3; 1-1; 0-1) referto | Polonia | Hala Tivoli (362 spett.) |

| Lubiana 20 aprile 2010, ore 16:30 | Ungheria | 8 – 0 (3-0; 5-0; 0-0) referto | Croazia | Hala Tivoli (623 spett.) |

| Lubiana 20 aprile 2010, ore 20:00 | Slovenia | 4 – 3 (d.t.s.) (1-0; 1-0; 1-3) referto | Regno Unito | Hala Tivoli (3.600 spett.) |

| Lubiana 21 aprile 2010, ore 13:00 | Polonia | 6 – 0 (3-0; 2-0; 1-0) referto | Croazia | Hala Tivoli (356 spett.) |

| Lubiana 21 aprile 2010, ore 16:30 | Regno Unito | 0 – 2 (0-0; 0-1; 0-1) referto | Ungheria | Hala Tivoli (1.500 spett.) |

| Lubiana 21 aprile 2010, ore 20:00 | Slovenia | 8 – 3 (3-0; 2-2; 3-1) referto | Corea del Sud | Hala Tivoli (2.800 spett.) |

| Lubiana 23 aprile 2010, ore 13:00 | Croazia | 2 – 5 (1-3; 0-1; 1-1) referto | Corea del Sud | Hala Tivoli (350 spett.) |

| Lubiana 23 aprile 2010, ore 16:30 | Regno Unito | 1 – 2 (1-0; 0-1; 0-1) referto | Polonia | Hala Tivoli (350 spett.) |

| Lubiana 23 aprile 2010, ore 20:00 | Ungheria | 1 – 4 (1-1; 0-1; 0-2) referto | Slovenia | Hala Tivoli (4.500 spett.) |

### Classifica
| Pos. |               | PG | V | VOT | POT | P | GF | GS | DR  | Pt |
| 1.   | Slovenia      | 5  | 4 | 1   | 0   | 0 | 29 | 10 | +19 | 14 |
| 2.   | Ungheria      | 5  | 4 | 0   | 0   | 1 | 21 | 6  | +15 | 12 |
| 3.   | Polonia       | 5  | 3 | 0   | 0   | 2 | 15 | 12 | +3  | 9  |
| 4.   | Regno Unito   | 5  | 2 | 0   | 1   | 2 | 10 | 10 | 0   | 7  |
| 5.   | Corea del Sud | 5  | 1 | 0   | 0   | 4 | 13 | 21 | -8  | 3  |
| 6.   | Croazia       | 5  | 0 | 0   | 0   | 5 | 4  | 33 | -29 | 0  |

### Riconoscimenti individuali
- Miglior portiere: Stephen James Murphy -  Regno Unito
- Miglior attaccante: Žiga Jeglič -  Slovenia
- Miglior difensore: András Horváth -  Ungheria

### Classifica marcatori
| Giocatore      | PG | G | A | Pt | +/- | MP |
| -------------- | -- | - | - | -- | --- | -- |
| Žiga Jeglič    | 5  | 2 | 9 | 11 | +5  | 0  |
| Rok Tičar      | 5  | 7 | 3 | 10 | +4  | 2  |
| Kim Ki-sung    | 5  | 3 | 5 | 8  | +3  | 2  |
| Jan Mursak     | 5  | 5 | 2 | 7  | +4  | 2  |
| Song Dong-hwan | 5  | 4 | 3 | 7  | +5  | 2  |
| Jan Urbas      | 5  | 2 | 5 | 7  | +5  | 6  |
| Balázs Ladányi | 5  | 2 | 4 | 6  | +2  | 0  |
| Marcel Rodman  | 5  | 1 | 5 | 6  | +4  | 6  |
| Mitja Šivic    | 5  | 1 | 5 | 6  | +7  | 6  |
| Márton Vas     | 5  | 4 | 1 | 5  | +3  | 0  |
| Kim Woo-jae    | 5  | 1 | 4 | 5  | +2  | 4  |

Fonte: IIHF.com

### Classifica portieri
| Giocatore            | Min    | TC  | GS | SO | MGS  | Sv%   |
| -------------------- | ------ | --- | -- | -- | ---- | ----- |
| Zoltán Hetényi       | 280:00 | 131 | 6  | 2  | 1.29 | 95.52 |
| Stephen James Murphy | 240:20 | 133 | 9  | 0  | 2.25 | 93.23 |
| Krzysztof Zborowski  | 279:54 | 122 | 9  | 1  | 1.93 | 92.62 |
| Andrej Hočevar       | 291:03 | 110 | 10 | 0  | 2.06 | 90.91 |
| Vanja Belić          | 300:00 | 223 | 33 | 0  | 6.60 | 85.20 |

Fonte: IIHF.com